# Bahnhof Bruck an der Mur
Der Bahnhof Bruck an der Mur ist ein mittelgroßer Bahnhof der Österreichischen Bundesbahnen und ein wichtiger Umsteigeknoten in der Obersteiermark. Der Bahnhof ist Endstation der Linien S1, S8 und S9 der S-Bahn Steiermark und Fernverkehrshalt. Von der Südbahn zweigt am Bahnhof Bruck eine Verbindungsstrecke zur Rudolfsbahn nach Leoben und Klagenfurt ab.
Darüber hinaus ist Bruck auch Standort der ÖBB Technische Services (Güterwagen) sowie der ÖBB Produktion.

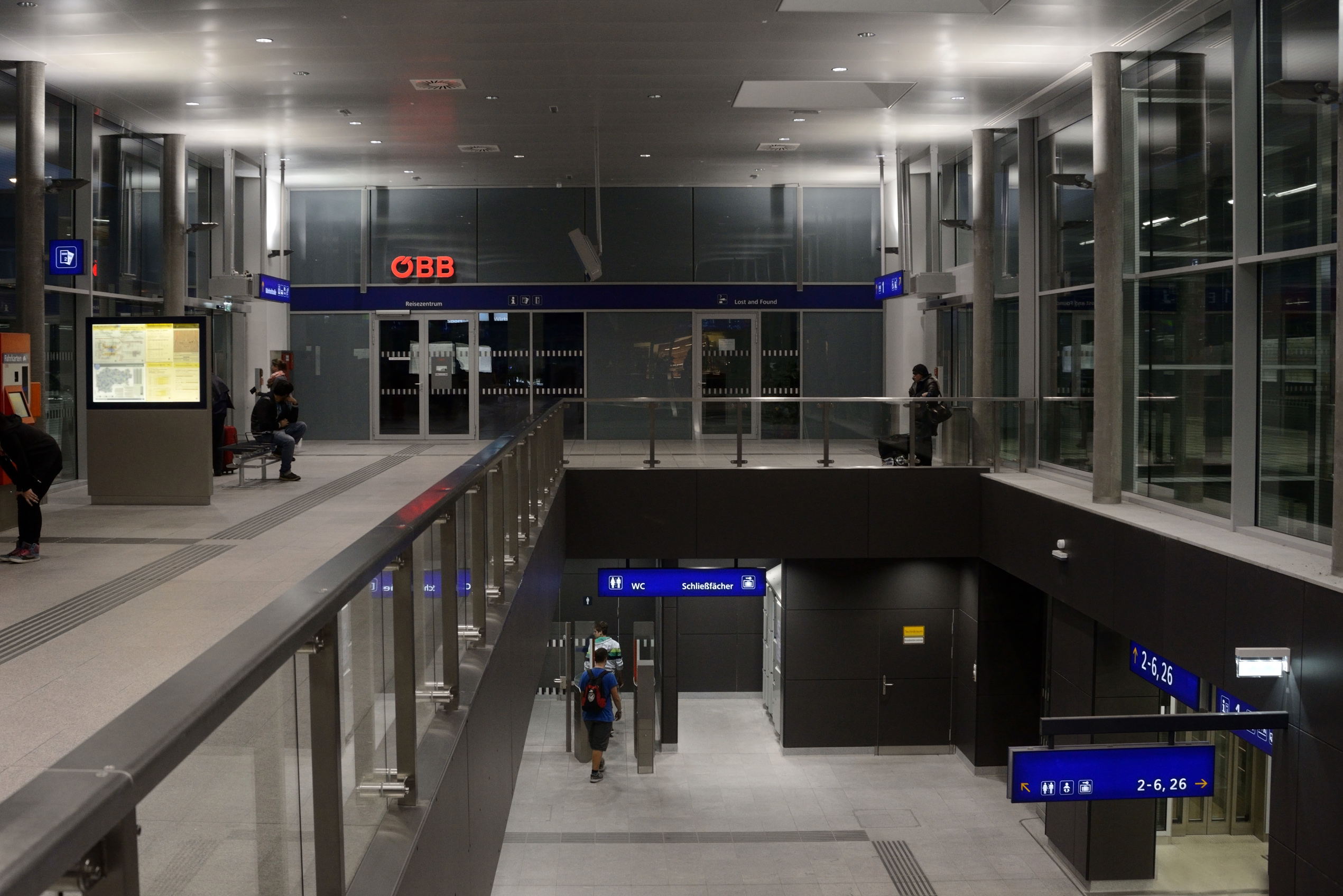
Bahnhofshalle

## Bahnhofsumbau 2010–2013

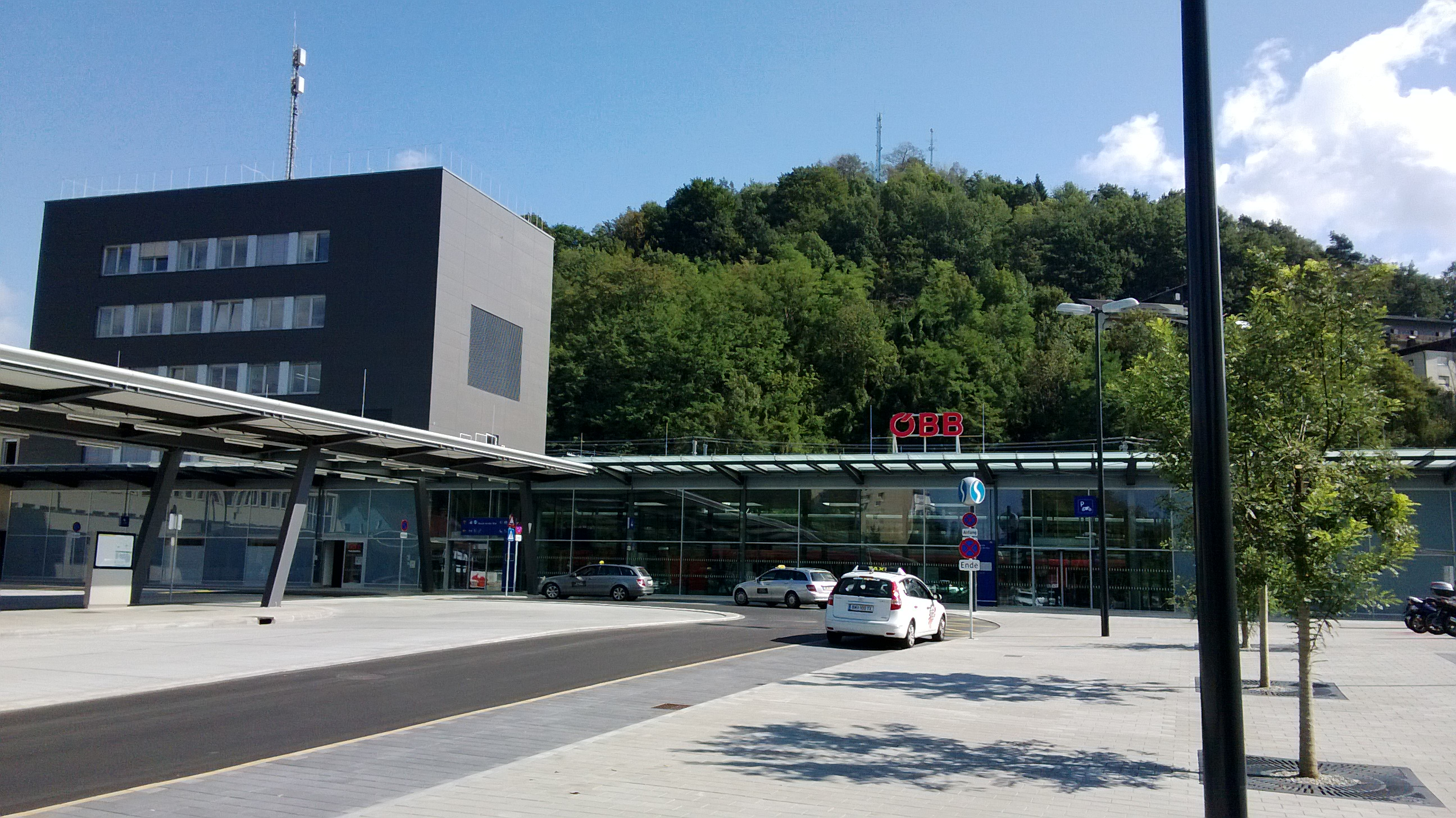
Der Busbahnhof am Vorplatz

Da der aus den 1960er-Jahren stammende Bahnhof nicht mehr zeitgemäß war, wurde beschlossen, den Bahnhof umzubauen. Das Bahnhofsgebäude wurde bis auf den Turm, welcher generalsaniert wurde, abgerissen und durch eine etwa gleich große moderne Glaskonstruktion ersetzt. Der Vorplatz mit Bushaltestellen und Taxistand wurde erneuert und überdacht. Der Personentunnel wurde behindertengerecht ausgebaut (unter anderem durch Einbau von acht Liften) und die Bahnsteige saniert. Das Parkhaus erhielt mittels Überführung (Steg) eine direkte Verbindung zu allen sechs Bahnsteigen.
Der Spatenstich erfolgte im September 2010. Als Erstes wurde der Bahnsteig 6 gesperrt und erneuert, danach der Steg bis Mitte 2012 errichtet, um den alten Personentunnel sanieren zu können. Zum Schluss wurden noch Bahnhofshalle und Vorplatz neu errichtet. Die Eröffnung des neuen Bahnhofs erfolgte am 27. August 2013.

## Betrieb
Der Bahnhof wird von folgenden Bahn- und Buslinien bedient:

### Fernverkehr
| Linie              | Ziel                           | Takt              |
| ------------------ | ------------------------------ | ----------------- |
| RailJet            | Wien – Prag / Flughafen Wien   | '60               |
| RailJet            | Wien Hauptbahnhof              | '120              |
| RailJet            | Graz                           | '60               |
| RailJet            | Villach / Venedig              | '120              |
| EuroCity           | Ljubljana / Zagreb             | zwei Züge pro Tag |
| InterCity          | Lienz in Osttirol über Villach | ein Zug pro Tag   |
| EuroNight NightJet | Zürich über Innsbruck          | täglich           |
| EuroNight NightJet | Rom / Mailand über Villach     | täglich           |
| EuroNight NightJet | Livorno über Villach           | Saisonzug         |

### Linien der Verbundlinie

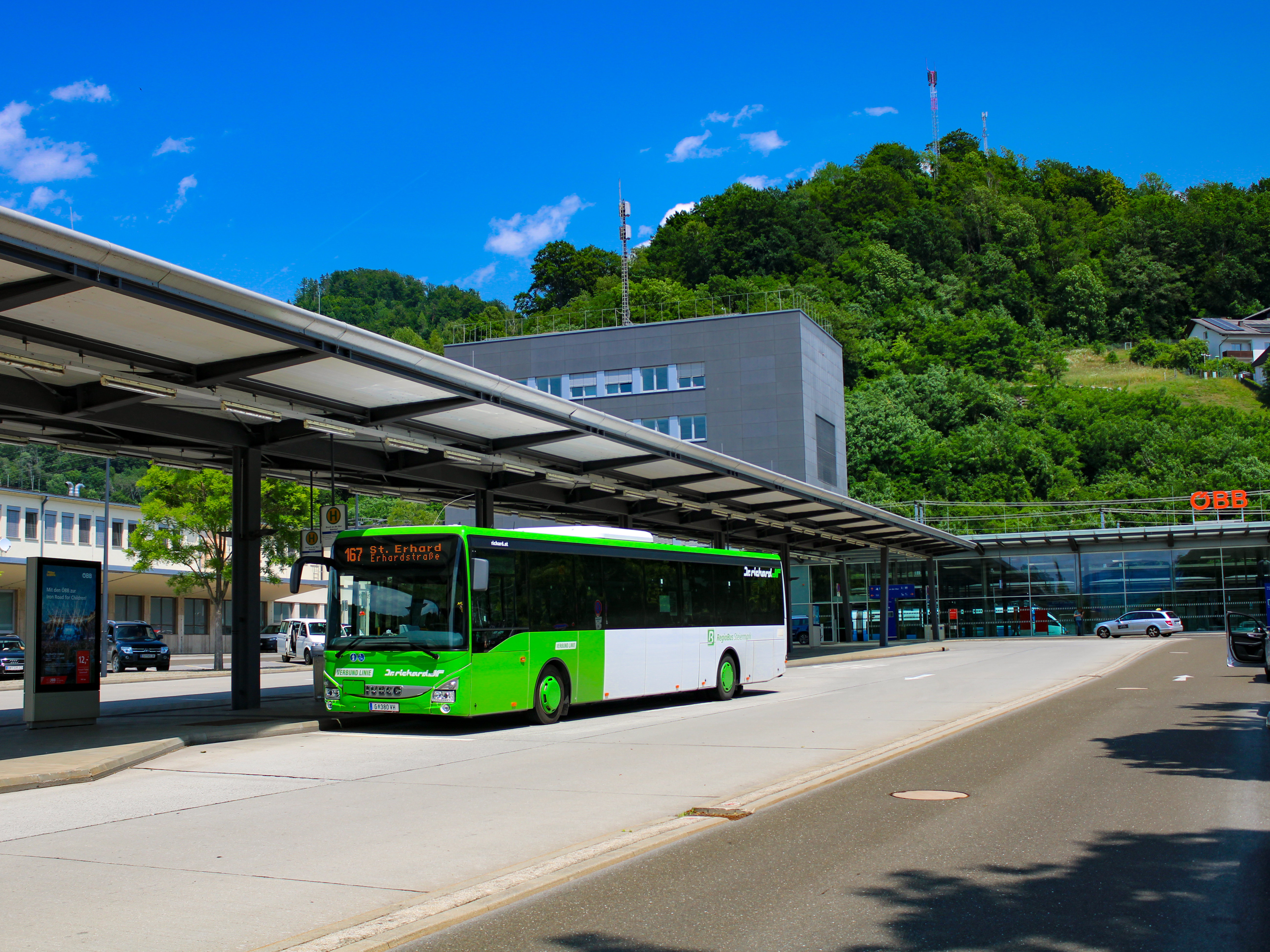
Autobushaltestelle am Bahnhofsvorplatz

| Linie             | Streckenverlauf | Anmerkung         |
| ----------------- | --- | ----------------- |
| S-Bahn Steiermark | Graz Hauptbahnhof – Judendorf-Straßengel – Gratwein-Gratkorn – Stübing – Peggau-Deutschfeistritz – Frohnleiten – Mixnitz-Bärenschützklamm – Pernegg – Bruck an der Mur                                                                                             |                   |
| S-Bahn Steiermark | Unzmarkt – St. Georgen ob Judenburg – Thalheim-Pöls – Judenburg – Zeltweg – Knittelfeld – Fentsch-St. Lorenzen – Kraubath – St. Michael – Leoben Hauptbahnhof – Niklasdorf – Bruck an der Mur                                                                      |                   |
| S-Bahn Steiermark | Bruck an der Mur – Kapfenberg – Kapfenberg Fachhochschule – Marein-St. Lorenzen – Allerheiligen-Mürzhofen – Kindberg – Wartberg im Mürztal – Mitterdorf-Veitsch – Krieglach – Langenwang – Mürzzuschlag                                                            |                   |
| S-Bahn Steiermark | Trofaiach – St. Peter-Freienstein Ort – St. Peter-Freienstein – Leoben-Donawitz – Leoben Hauptbahnhof – Niklasdorf – Bruck an der Mur | Planung verworfen |
| Regionalzug       | Bruck an der Mur – Kapfenberg – Kapfenberg Fachhochschule – Marein-St. Lorenzen – Allerheiligen-Mürzhofen – Kindberg – Wartberg im Mürztal – Mitterdorf-Veitsch – Krieglach – Langenwang – Hönigsberg – Mürzzuschlag – Spital am Semmering – Steinhaus – Semmering | bis Dezember 2016 |
| Regionalzug       | Neumarkt in Steiermark – Mariahof-St. Lamprecht – Scheifling – Unzmarkt – St. Georgen ob Judenburg – Thalheim-Pöls – Judenburg – Zeltweg – Knittelfeld – Fentsch-St. Lorenzen – Kraubath – St. Michael – Leoben Hauptbahnhof – Niklasdorf – Bruck an der Mur       | bis Dezember 2016 |

### Buslinien
| Linie     | Verlauf |
| --------- | --- |
| 1 / 2 / 3 | (Gassing –) Apfelmoar – Schirmitzbühel – Kapfenberg – Bruck/Mur – Kapfenberg – Schirmitzbühel – Apfelmoar (– Gassing)                                                                                |
| 60        | Bruck/Mur – Kapfenberg |
| 100       | Bruck/Mur – Zlatten – Kirchdorf/Mur – Traföß – Röthelstein – Rothleiten/Mur – Frohnleiten – Ungersdorf – Schrauding – Peggau – Hinterberg b. Peggau – Deutschfeistritz – Eggenfeld – Gratkorn – Graz |
| 167       | Bruck/Mur – Zlatten – Kirchdorf/Mur – Traföß – Mixnitz – Mautstatt – St. Jakob-Breitenau – St.Erhard am Hochlantsch                                                                                  |
| 171       | Bruck/Mur – Kapfenberg – Hansenhütte – Thörl b. Aflenz – Palbersdorf – Zöbrich – Aflenz – Jauring – Dörflach – Draiach – Graßnitz – Au b. Turnau – Turnau                                            |
| 172       | Bruck/Mur – Kapfenberg – Hansenhütten – Palbersdorf – Zöbriach – Aflenz – Dörflach – Draiach – Graßnitz – Au b. Turnau – Wegscheid in Stmk. – Pfannhammer – Fallenstein – Gußwerk – Mariazell        |
| 175       | Bruck/Mur – Arndorf b. Bruck/Mur – Schörgendorf – Stegg b. Bruck/Mur – Untertal/Laming – St. Katharein – Niederdorf/Laming – Oberdorf/Laming – Tragöß-Unterort – Pichl-Großdorf – Tragöß-Oberort     |
| 180 / 181 | Bruck/Mur – Kapfenberg – Schirmitzbühel – Apfelmoar – Gassing – St. Marein im Mürztal – Mürzhofen – Hadersdorf b. Kindberg – Kindberg (– Leopersdorf – Edelsdorf – Stanz im Mürztal – Fochnitz)      |
| 810       | Bruck/Mur – Unteraich – Mitteraich – Oberaich (– St. Dionysen/Mur) – Streitgarn – Foirach – Niklasdorf – Waltenbach – Leoben                                                                         |